# ألان ميلر (فيلسوف)
ألان ميلر (بالإنجليزية: Alan Millar)‏ هو فيلسوف بريطاني، ولد في 14 ديسمبر 1947.